# Chlorek benzylu
Chlorek benzylu (BnCl), PhCH2Cl – organiczny związek chemiczny, chlorowa pochodna toluenu. Otrzymywany w wyniku chlorowania w warunkach addycji rodnikowej.

## Otrzymywanie
Przemysłową metodą produkcji chlorku benzylu jest chlorowanie grupy metylowej toluenu w rodnikowej reakcji inicjowanej przez światło ultrafioletowe lub podwyższoną temperaturę:
PhCH
3 + Cl
2 → PhCH
2Cl + HCl
Reakcja ta jest silnie egzotermiczna. Nadmiar chloru prowadzi do produktu di- i trichlorowanego, tj. chlorku benzalu PhCHCl
2 i benzotrichlorku PhCCl
3.
Laboratoryjnie reakcję tę można też inicjować za pomocą nadtlenków lub stosować podchloryn wapnia jako czynnik chlorujący. 
Chlorek benzylu można też otrzymać m.in. w wyniku chlorowania alkoholu benzylowego, np. za pomocą chlorowodoru, stęż. kwasu solnego lub chlorku tionylu.